# Tatyana McFadden
Pour les articles homonymes, voir McFadden.
Tatyana McFadden (née le 21 avril 1989 à Leningrad) est une athlète handisport américaine concourant dans la catégorie T54. Elle est la sœur de Hannah McFadden, également athlète handisport dans la catégorie T54.

## Biographie
Tatyana McFadden est née avec le spina bifida, une malformation congénitale qui la laisse paralysée à partir de la taille. Abandonnée à la naissance par sa mère, elle se retrouva dans un modeste orphelinat qui n'avait pas assez d'argent pour lui acheter un fauteuil roulant. Elle apprend donc à se déplacer en s'appuyant sur les mains jusqu'à l'âge de six ans, année où elle est adoptée par Deborah McFadden, une représentante du Département de la Santé et des Services sociaux des États-Unis, qui l'emmène à Baltimore, aux États-Unis.
Elle essaye alors plusieurs sports, comme la natation ou le hockey sur luge, mais elle choisit finalement l'athlétisme, sport dans lequel elle commence à concourir dès l'âge de huit ans. Après plusieurs années d'entraînements, elle parvient à se qualifier pour les Jeux paralympiques 2004 à Athènes, alors qu'elle n'a que 15 ans. Elle y remporte une médaille d'argent au 100 m et une médaille de bronze au 200 m.
En 2005, lors d'une compétition sportive lycéenne, elle veut s'aligner avec les valides mais les organisateurs refusent. Elle décide alors de porter l'affaire en justice et gagne. De cette victoire découle la Tatyana's Law qui permet aux athlètes handicapés de s'aligner avec les valides,.
En plus du sprint, elle court le marathon et, en 2013, réussi le « grand chelem » en remportant les 4 marathons les plus importants : Boston, Chicago, Londres et New York. En fauteuil, elle les termine en moins de 2 h chacun, plus rapide que les valides. Elle réitère l'exploit en trois fois. Fin 2017, elle remporte pour la 7e fois consécutive le marathon de Chicago,  et quelques mois après elle remporte celui de Boston pour la 5e fois consécutive.
Aux championnats du monde handisport 2011 à Christchurch, elle remporte quatre médailles d'or et une de bronze. Deux ans plus tard, elle remporte six médailles d'or puis le marathon en 2015. En 2017, après des soucis médicaux liés à des caillots sanguins dans sa jambe gauche, elle revient pour les Championnats du monde à Londres où elle rafle 4 médailles d'or : 200 m, 400 m, 800 m, 1 500 m.
Quatre ans plus tard, elle participe aux Jeux paralympiques 2008 à Pékin, mais elle ne réussit toujours pas à récolter une médaille d'or. Elle gagne la médaille d'argent sur 200 m, 400 m et 800 m, et la médaille de bronze sur 4 x 100 m. Elle réussit enfin à gagner l'or aux Jeux paralympiques 2012 à Londres. Elle en gagne 3 : au 400 m, 800 m et 1500 m, et gagne également la médaille de bronze sur 100 m.
En 2014, elle se qualifie en ski de fond pour les Jeux paralympiques d'hiver de 2014 à Sotchi après seulement une semaine d'entraînement dans ce sport. Elle y rafle la médaille d'argent en biathlon. Deux ans plus tard, elle retourne sur la piste des Jeux paralympiques d'été de 2016 à Rio de Janeiro où elle remporte le marathon derrière la Chinoise Lihong Zhou en 1 h 38 min 44 s. Elle réussit l'exploit de remporter une médaille dans les six courses dans lesquelles elle s'aligne : 4 en or et 2 en argent.
En février 2019, elle apparaît dans une publicité de Nike mettant en avant les femmes dans le sport.
Son histoire est présentée dans le film "Rising Phoenix" produit par Netflix et sorti le 26 octobre 2020.

## Philanthropie
Elle fonde en 2016 la Tatyana McFadden Foundation qui vient en aide aux jeunes en situation de handicap.

## Distinction
- Women's Sport Foundation 2015 : Wilma Rudolph Courage Award[13]
- ESPY Awards 2016 : Best Female Athlete With a Disability[14]

## Palmarès
| Date | Compétition                | Lieu           | Résultat | Discipline          | Performance     |
| ---- | -------------------------- | -------------- | -------- | ------------------- | --------------- |
| 2004 | Jeux paralympiques         | Athènes        | 2e       | 100 m               | 16 s 69         |
| 2004 | Jeux paralympiques         | Athènes        | 3e       | 200 m               | 30 s 48         |
| 2004 | Jeux paralympiques         | Athènes        | 5e       | 400 m               | 56 s 24         |
| 2004 | Jeux paralympiques         | Athènes        | 9e       | 800 m               | 1 min 55 s 15   |
| 2008 | Jeux paralympiques         | Pékin          | 2e       | 400 m               | 53 s 49         |
| 2008 | Jeux paralympiques         | Pékin          | 2e       | 200 m               | 28 s 43         |
| 2008 | Jeux paralympiques         | Pékin          | 2e       | 800 m               | 1 min 46 s 95   |
| 2008 | Jeux paralympiques         | Pékin          | 3e       | 4 x 100 m           | 1 min 02 s 16   |
| 2008 | Jeux paralympiques         | Pékin          | 6e       | 100 m               | 16 s 62         |
| 2012 | Jeux paralympiques         | Londres        | 1re      | 400 m               | 52 s 97         |
| 2012 | Jeux paralympiques         | Londres        | 1re      | 800 m               | 1 min 47 s 01   |
| 2012 | Jeux paralympiques         | Londres        | 1re      | 1 500 m             | 3 min 36 s 42   |
| 2012 | Jeux paralympiques         | Londres        | 3e       | 100 m               | 16 s 15         |
| 2012 | Jeux paralympiques         | Londres        | 9e       | Marathon            | 1 h 58 min 47 s |
| 2014 | Jeux paralympiques d'hiver | Sotchi         |          |                     |                 |
| 2014 | Jeux paralympiques d'hiver | Sotchi         | 2e       | 1 km sprint - assis | 2 min 45 s 70   |
| 2014 | Jeux paralympiques d'hiver | Sotchi         | 5e       | 12 km - assis       | 43 min 13 s 80  |
| 2014 | Jeux paralympiques d'hiver | Sotchi         | 6e       | 5 km - assis        | 18 min 34 s 70  |
| 2014 | Jeux paralympiques d'hiver | Sotchi         | 7e       | 4 x 2,5 km          | 29 min 06 s 70  |
| 2016 | Jeux paralympiques         | Rio de Janeiro | 1re      | 400 m               | 53 s 30         |
| 2016 | Jeux paralympiques         | Rio de Janeiro | 1re      | 1 500 m             | 3 min 22 s 50   |
| 2016 | Jeux paralympiques         | Rio de Janeiro | 1re      | 5 000 m             | 11 min 54 s 07  |
| 2016 | Jeux paralympiques         | Rio de Janeiro | 1re      | 800 m               | 1 min 44 s 73   |
| 2016 | Jeux paralympiques         | Rio de Janeiro | 2e       | Marathon            | 1 h 38 min 44 s |

| Date | Compétition           | Lieu         | Résultat | Discipline | Performance    |
| ---- | --------------------- | ------------ | -------- | ---------- | -------------- |
| 2006 | Championnats du monde | Assen        | 1re      | 100 m      | 16 s 31        |
| 2006 | Championnats du monde | Assen        | 2e       | 200 m      | 29 s 25        |
| 2006 | Championnats du monde | Assen        | 2e       | 400 m      | 54 s 25        |
| 2006 | Championnats du monde | Assen        | 4e       | 800 m      | 1 min 55 s 91  |
| 2011 | Championnats du monde | Christchurch | 3e       | 100 m      | 16 s 83        |
| 2011 | Championnats du monde | Christchurch | 1re      | 200 m      | 29 s 33        |
| 2011 | Championnats du monde | Christchurch | 1re      | 800 m      | 1 min 51 s 10  |
| 2011 | Championnats du monde | Christchurch | 2e       | 4 x 400 m  | 3 min 57 s 39  |
| 2011 | Championnats du monde | Christchurch | 1re      | 1 500 m    | 3 min 36 s 20  |
| 2011 | Championnats du monde | Christchurch | 1re      | 400 m      | 54 s 88        |
| 2013 | Championnats du monde | Lyon         | 1re      | 100 m      | 16 s 42        |
| 2013 | Championnats du monde | Lyon         | 1re      | 200 m      | 28 s 69        |
| 2013 | Championnats du monde | Lyon         | 1re      | 400 m      | 53 s 74        |
| 2013 | Championnats du monde | Lyon         | 1re      | 800 m      | 1 min 44 s 44  |
| 2013 | Championnats du monde | Lyon         | 1re      | 1 500 m    | 3 min 34 s 06  |
| 2013 | Championnats du monde | Lyon         | 1re      | 5 000 m    | 12 min 08 s 07 |
| 2017 | Championnats du monde | Londres      | 1re      | 200 m      | 28 s 08        |
| 2017 | Championnats du monde | Londres      | 1re      | 400 m      | 53 s 74        |
| 2017 | Championnats du monde | Londres      | 1re      | 800 m      | 1 min 47 s 82  |
| 2017 | Championnats du monde | Londres      | 1re      | 1 500 m    | 3 min 25 s 23  |